# Tapaboques
|  | Per a altres significats, vegeu «Tapaboques (llanda)». |

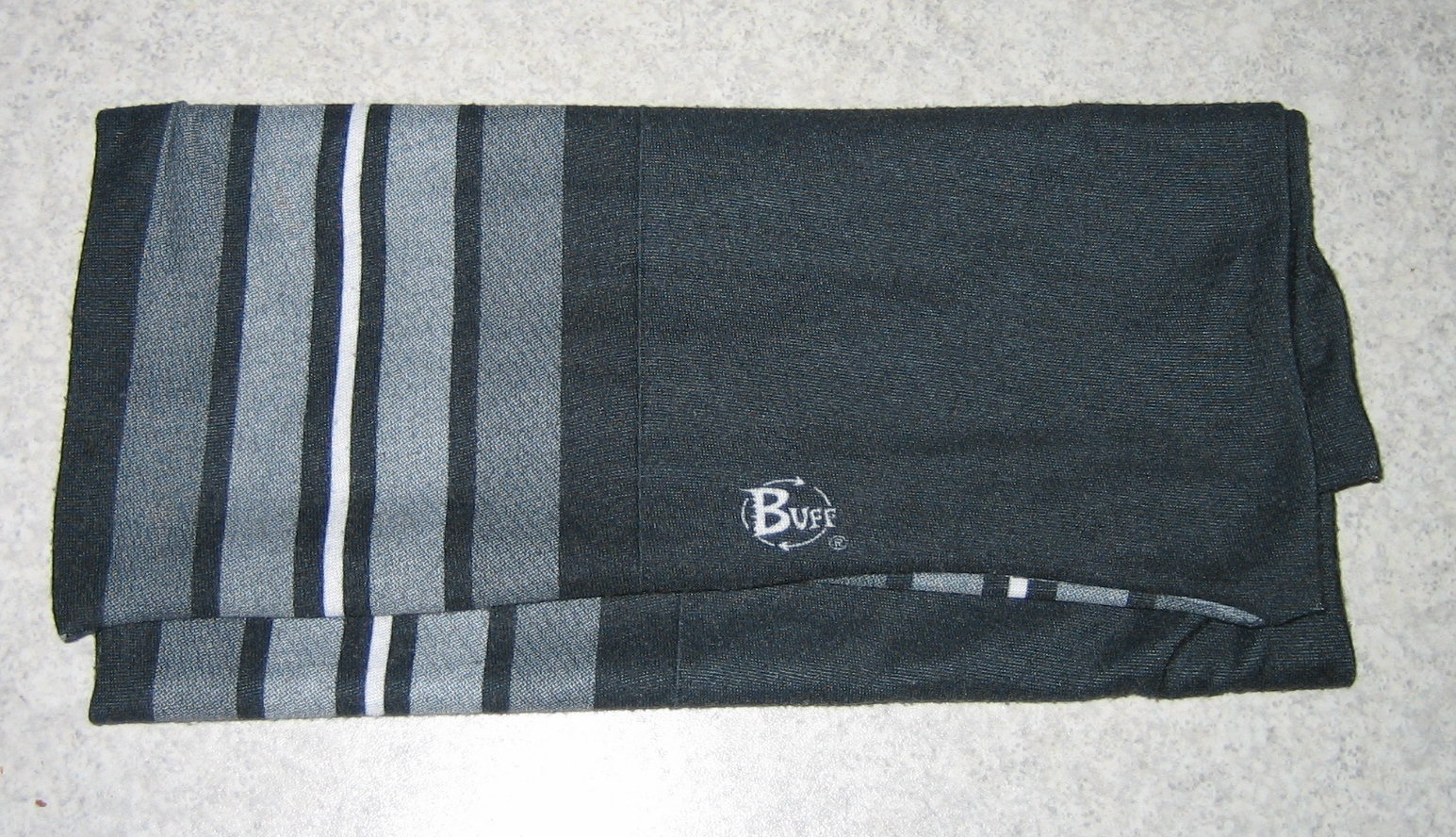
Tapaboques, plegat, amb logo

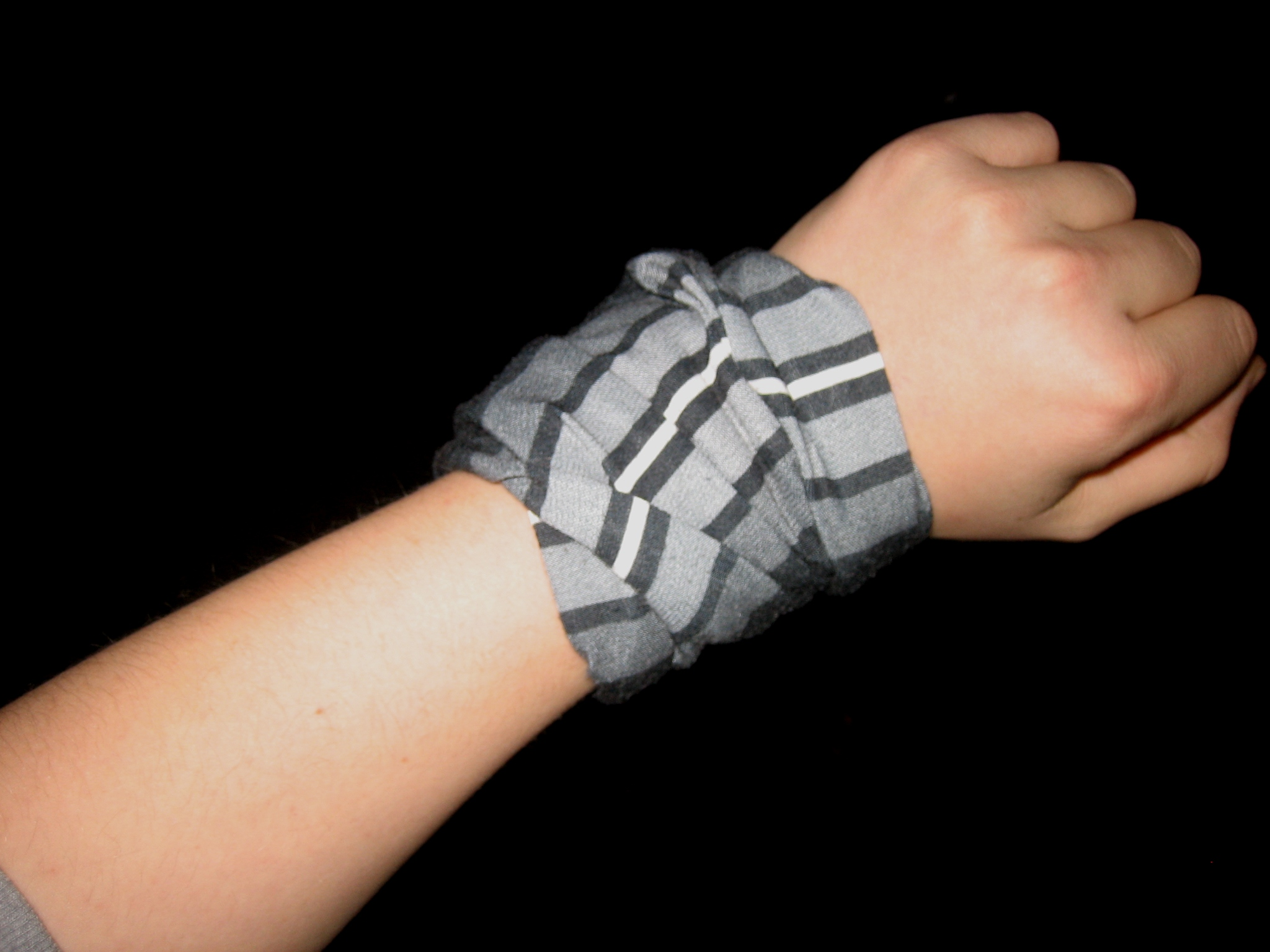
Tapaboques usat com a canellera

El tapaboques, conegut també incorrectament com a braga o per la marca registrada Buff, és una peça de vestir tubular multifuncional sense costures feta amb microfibres que, amb diferents modalitats, es pot utilitzar com a lligadura, bufanda, mocador, mocador pirata, gorra, màscara, diadema, canellera, cinta de cua, cinta de front, passamuntanyes, tapaboques i altres variacions.